# 고난촌 (히로시마현 히바군)
고난촌(口南村)은 히로시마현 히바군에 있던 촌이다.

## 역사
- 1889년 4월 1일 - 정촌제 시행에 의해 고난촌이 발족하였다.
- 1898년 10월 1일 - 군의 통합에 의해 히바군에 소속되었다.
- 1955년 4월 1일 - 구치기타촌과 합병해, 구치와촌이 신설하여 폐지되었다.

## 참고문헌
- 角川日本地名大辞典 34 広島県
- 『市町村名変遷辞典』東京堂出版、1990年。